# Paul Aron
Paul Aron   (Dresden, 9 de gener de 1886 - Nova York, 6 de febrer de 1955) va ser un pianista, compositor, regidor, director d'orquestra, organitzador, arranjador, educador i traductor alemany-americà.

## Biografia
El fill del comerciant va assistir a l'escola primària Wettin de Dresden, i després va estudiar dret durant dos anys a Múnic, on ja va rebre lliçons de Max Reger. Va seguir això com a estudiant de composició al Conservatori de Leipzig, on també va ser alumne de Robert Teichmüller. Com a resultat, sovint actuava com a duo de piano amb Reger. L'octubre de 1921 va demanar una subscripció a la seva sèrie de concerts privada, no institucionalitzada, "Neue Musik Paul Aron" a Dresden, en la qual entre 1921 i 1931 va realitzar més de 50 concerts amb més de 200 obres de compositors contemporanis. Juntament amb el violinista Francis Koene i el violoncel·lista Karl Hesse, Aron va formar el New Dresden Trio el 1927, amb el qual va actuar no només a Dresden, sinó també en altres ciutats alemanyes i a l'estranger fins almenys el 1930.
Quan el poder es va lliurar als nacionalsocialistes el 1933, va haver de fugir a Txecoslovàquia i hi va treballar inicialment a Teplitz-Schönau i a Aussig. Ocasionalment, amb un gran risc, apareixia a l'Associació Cultural Jueva de Dresden i Chemnitz. Va anar a Praga des de Teplitz, però també li va costar establir-hi un lloc.
Poc abans que la Wehrmacht alemanya envaís Txecoslovàquia el 1939, va fugir a Cuba. El 25 de febrer de 1941 va viure als EUA principalment com a professor de piano, traductor i arranjador. El 1953/54 va fundar el grup d'avantguarda The Opera Players amb el director Morton Siegel, Darius Milhaud, Kurt Weill i Ernst Toch.
Als 69 anys, finalment va morir d'un atac de cor a la ciutat de Nova York.